# باشگاه فوتبال بلننسس
باشگاه فوتبال بلننسس (به پرتغالی: Clube de Futebol Os Belenenses) یک باشگاه فوتبال در شهر لیسبون، پرتغال است.
این باشگاه در سال ۱۹۱۹ میلادی تأسیس شده است و سابقه یک قهرمانی در لیگ برتر فوتبال پرتغال و ۶ قهرمانی در جام حذفی فوتبال پرتغال و همچنین قهرمانی در جام اینترتوتو ۱۹۷۵ را دارد.

## افتخارات

### داخلی
- لیگ برتر فوتبال پرتغال: ۱
  - ۱۹۴۵–۴۶
- جام حذفی فوتبال پرتغال: ۶
  - ۱۹۲۶–۲۷، ۱۹۲۸–۲۹، ۱۹۳۲–۳۳، ۱۹۴۱–۴۲ , ۱۹۵۹–۶۰، ۱۹۸۸–۸۹
- لیگ دسته دوم فوتبال پرتغال: ۲
  - ۱۹۸۳–۸۴، ۲۰۱۲–۱۳

### بین‌المللی
- جام اینترتوتو: ۱
  - ۱۹۷۵